# Immortality (пісня Pearl Jam)
«Immortality» (укр. Безсмертя) — пісня американського рок-гурту Pearl Jam, третій сингл з альбому Vitalogy (1994).

## Історія створення
Пісню «Immortality» було виконано вперше 11 квітня 1994 року, через декілька днів після смерті Курта Кобейна. Багато хто вважав, що ця сумна балада була присвячена Кобейнові, бо в ній містились рядки про життя після смерті, а також згадувалась коробка з-під сигар, яку знайшли поруч з тілом музиканта.
Вже після виходу альбому Vitalogy Едді Веддер розповів, що насправді пісню було написано ще до загибелі Кобейна, під час турне в Атланті. Згадувана коробка з-під сигар не мала відношення до смерті музиканта; в ній Веддер зберігав свої касети. Проте, хоча Веддер і заперечував прямий зв'язок зі смертю лідера «Нірвани», він підкреслював, що в тексті пісні можна знайти відповіді на питання щодо тиску, який чиниться на рок-зірок, таких як він або Кобейн.

## Вихід пісні
«Immortality» вийшла третім синглом з альбому Vitalogy. На стороні Б синглу опинилась кавер-версія на композицію «Rearviewmirror» з попереднього альбому Pearl Jam Vs. у виконанні фолкрокового гурту The Frogs. 8 липня 1995 року «Immortality» дебютувала в американському хіт-параді Mainstream Rock і невдовзі досягла 10 місця.
В журналі Billboard «Immortality» назвали «захоплюючою баладою із бренькаючими гітарами, що досліджує зловісні емоції Едді Веддера, співаючого про біг в темряві». В музичному каталозі AllMusic сингл отримав невисоку оцінку (дві с половиною зірки з п'яти), головним чином через експериментальне поєднання найкращої балади з альбому із сумнівною інтерпретацією «Rearviewmirror», які не пасували одна одній.

## Довідкові дані

### Список пісень
1. Pearl Jam — «Immortality» – 5:18
2. The Frogs — «Rearviewmirror» – 5:18

## Місця в хіт-парадах
| Хіт-парад (1995)                    | Найвища позиція |
| ----------------------------------- | --------------- |
| Australia (ARIA)                    | 51              |
| Canadian RPM Singles Chart          | 62              |
| Canadian RPM Alternative 30         | 10              |
| New Zealand Singles Chart           | 29              |
| США (Alternative Songs) (Billboard) | 31              |
| США (Mainstream Rock) (Billboard)   | 10              |